# Upper West Side

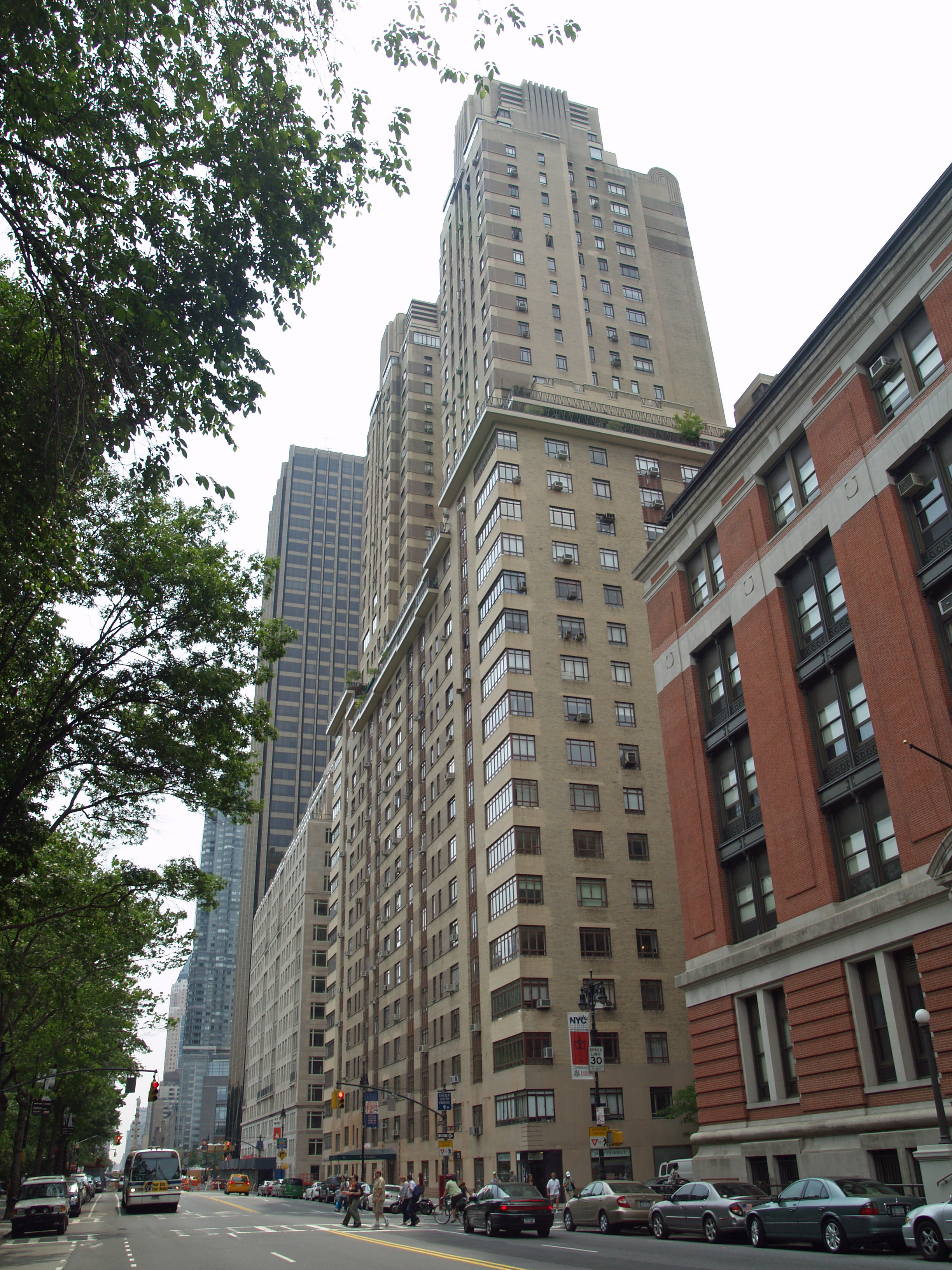
Die Upper West Side an der Grenze zum Central Park

Die Upper West Side (deutsch Obere Westseite) ist ein Stadtteil im Stadtbezirk Manhattan in New York City, USA. Der Name bezieht sich auf seine Lage im Nordwesten der Insel Manhattan. Ein großer Teil der Bewohner von der Upper West Side gilt als wohlhabend.

## Lage
Die Upper West Side nimmt eine Fläche von rund fünf Quadratkilometer ein und befindet sich nördlich der von Bürohochhäusern geprägten Midtown Manhattan. Sie wird vom Central Park im Osten, vom Hudson River im Westen, von der 59th Street im Süden und der 110th Street im Norden eingefasst. Zur Upper West Side gehören die Viertel Manhattan Valley, Bloomingdale District und Lincoln Square. Benachbarte Stadtteile sind Hell’s Kitchen im Süden sowie Morningside Heights und Central Harlem im Norden. Entlang des Hudson erstreckt sich jenseits des Riverside Drive der Riverside Park. Vom Columbus Circle im Süden bis zum Übergang in die Morningside Heights durchquert der Broadway in ganzer Länge den Stadtteil. Der Central Park teilt Manhattan zwischen der 59th Street im Süden und der 110th Street im Norden in die Upper East Side und die Upper West Side.

## Infrastruktur und Bevölkerung

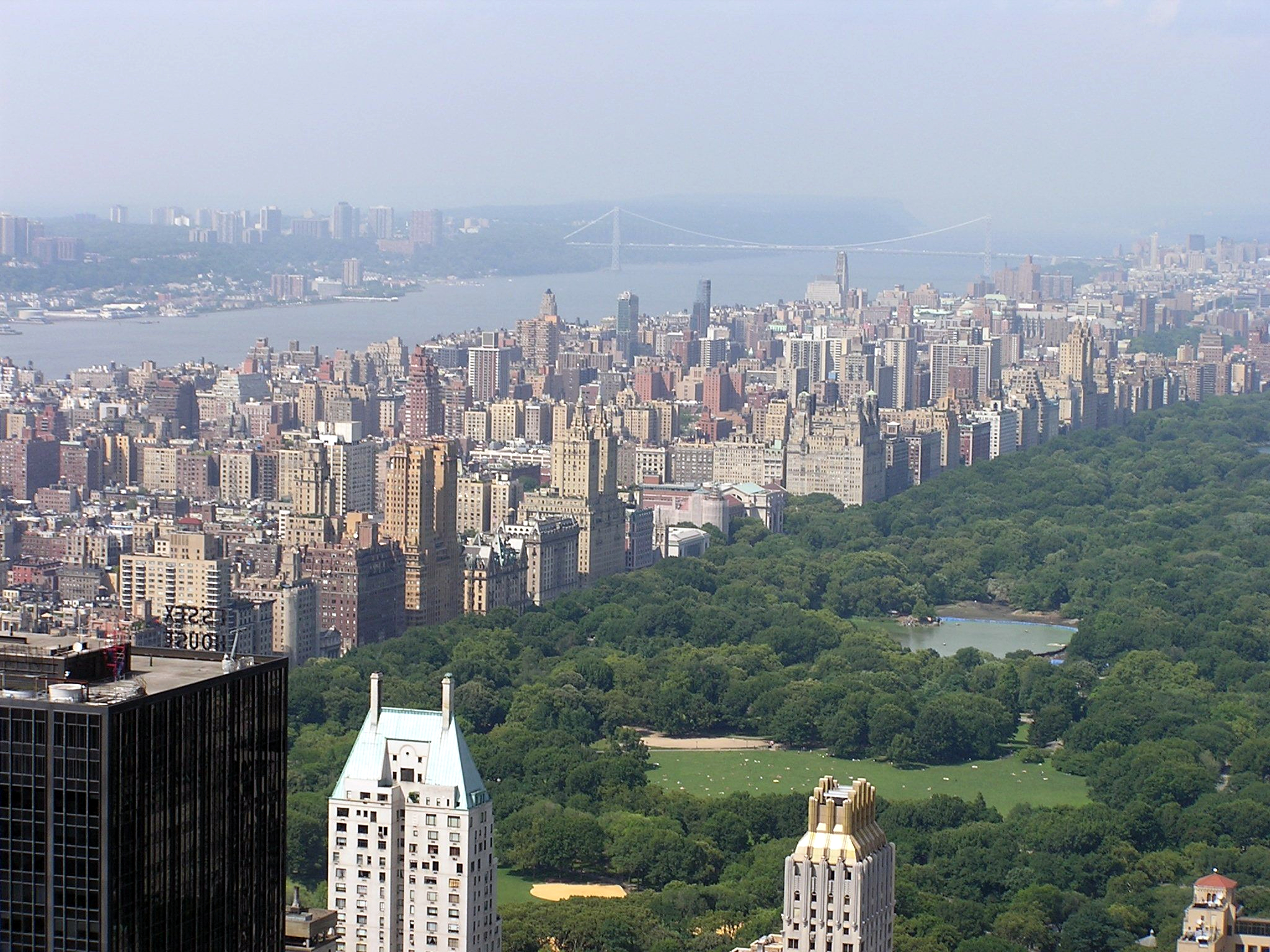
Blick vom Rockefeller Center auf die Upper West Side

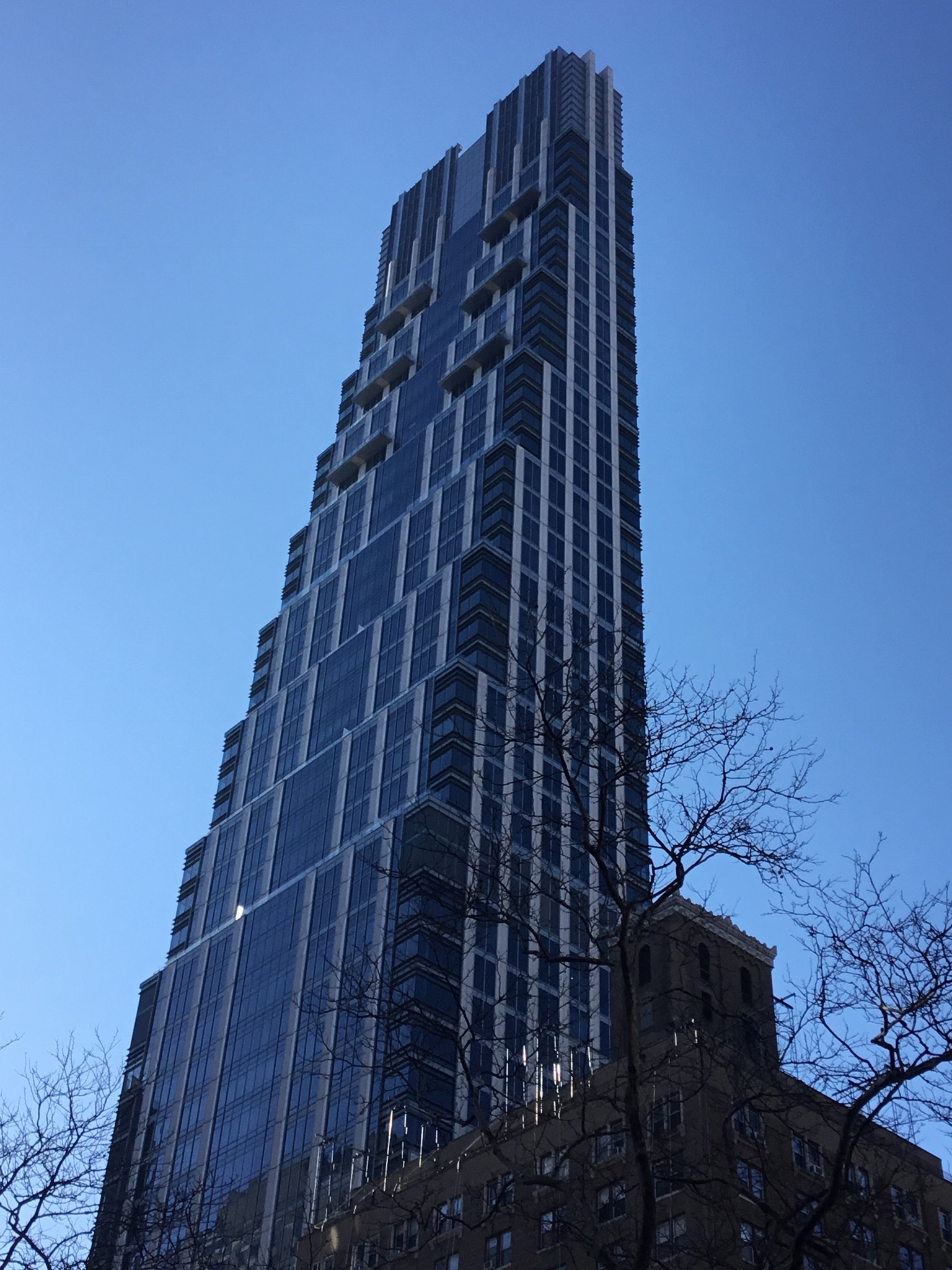
200 Amsterdam Avenue, mit 204 Meter höchstes Gebäude der Upper West Side

Die Upper West Side bildet das Manhattan Community District 7, hatte 2020 laut US Census 224.215 Einwohner und wird überwiegend von Weißen bewohnt (63 %). Für den Stadtteil sind der 20. und 24. Bezirk des New Yorker Polizeidepartements zuständig.
Die Upper West Side zeichnet sich durch eine Mischung von Wohnungen, Restaurants, Einkaufsmöglichkeiten und Kultur aus. Das Lincoln Center mit der Metropolitan Opera, dem New York City Ballet und den New Yorker Philharmonikern befindet sich hier, ebenso das Museum of Natural History mit seinem Planetarium, des Weiteren der Tower 67. Ein Großteil der Bewohner der Upper West Side gehört dem gehobenen Mittelstand an. Das Viertel gilt als Heimstätte des Bildungsbürgertums amerikanischer Prägung der Stadt, was mitunter auch mit der in unmittelbarer Nachbarschaft gelegenen Columbia University in Zusammenhang gesetzt wird.

## Bekannte Gebäude

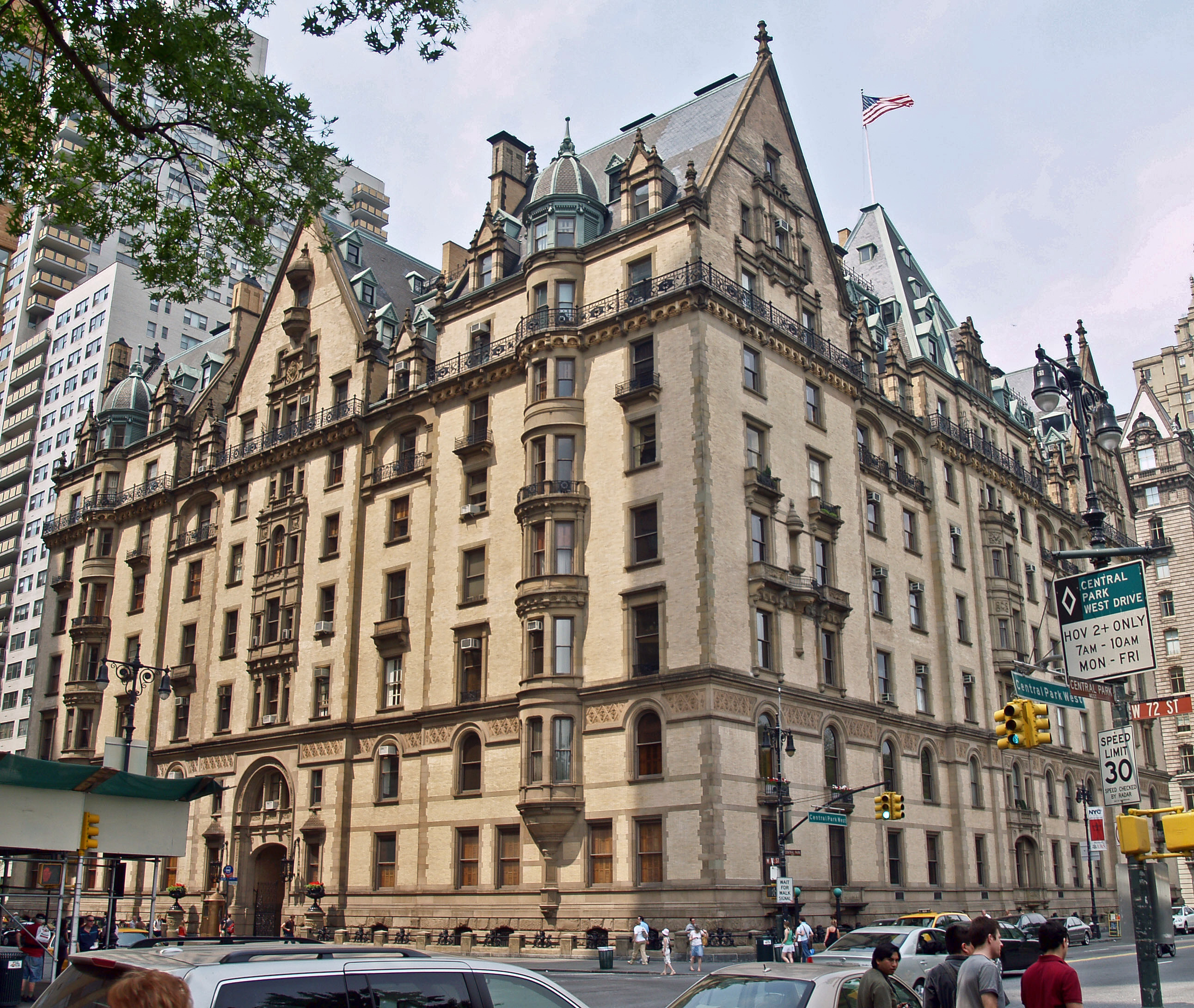
The Dakota Apartments, hier wohnte John Lennon mit Yoko Ono
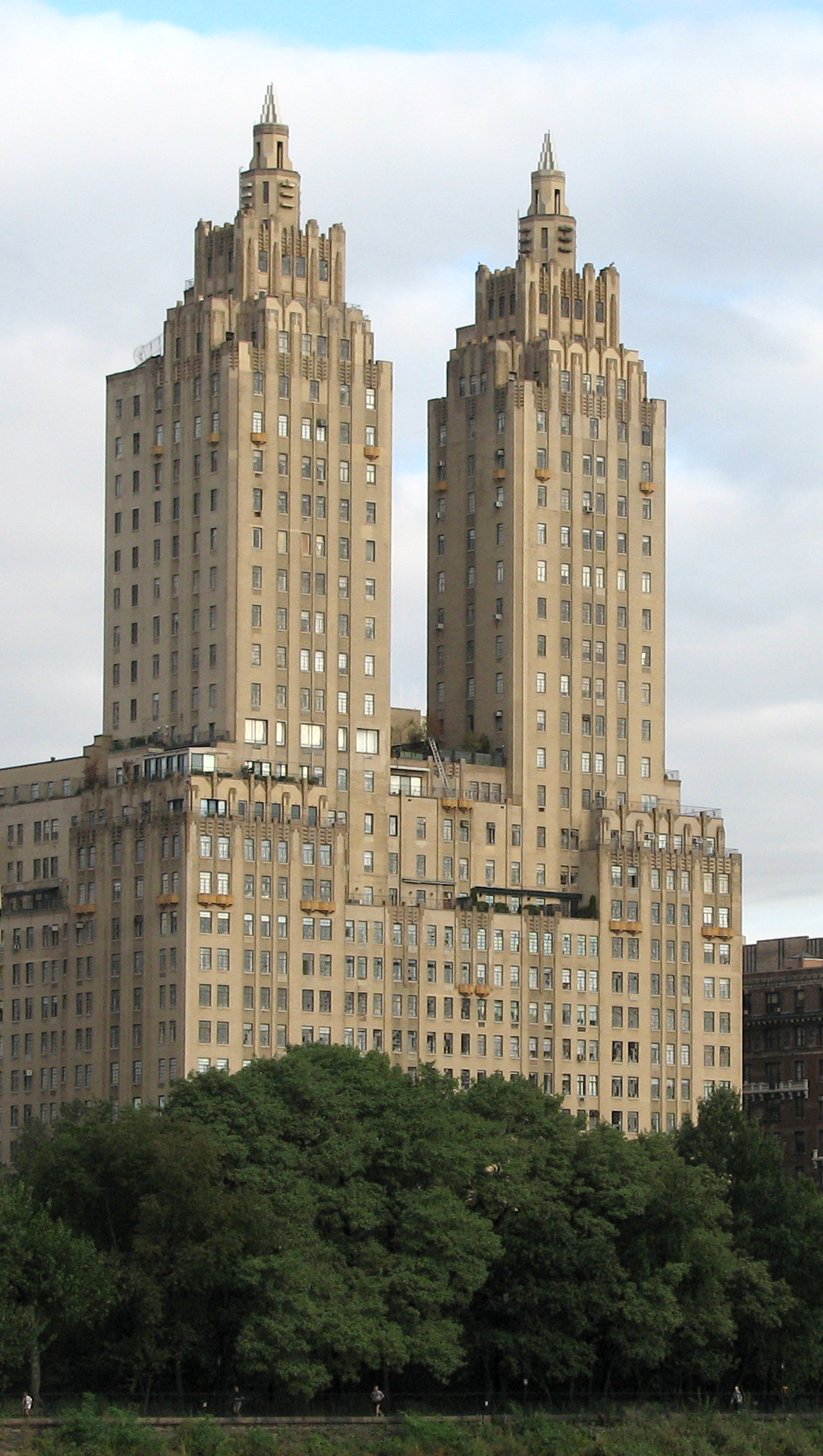
The El Dorado Apartments, Central Park West
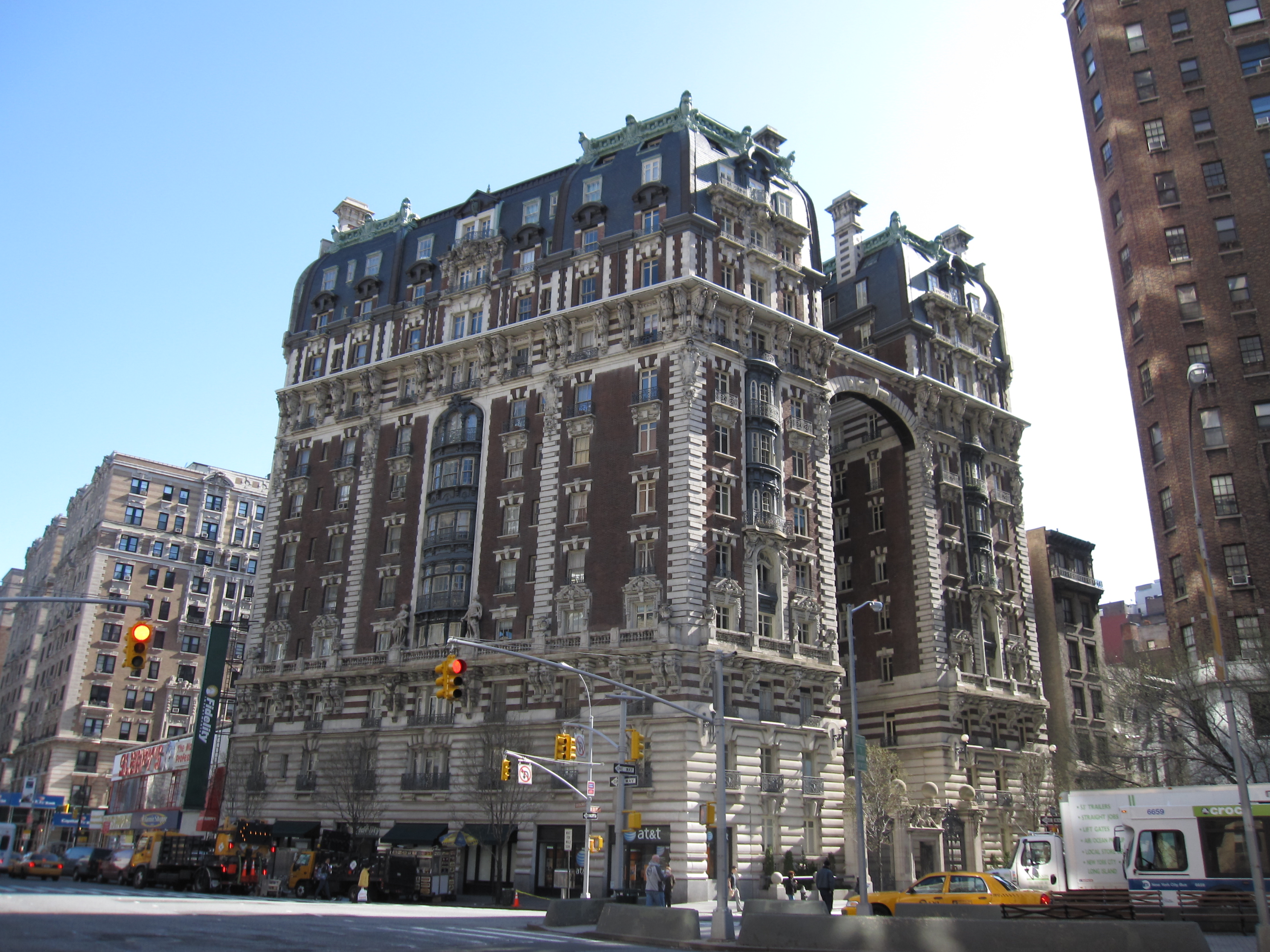
The Dorilton am Broadway
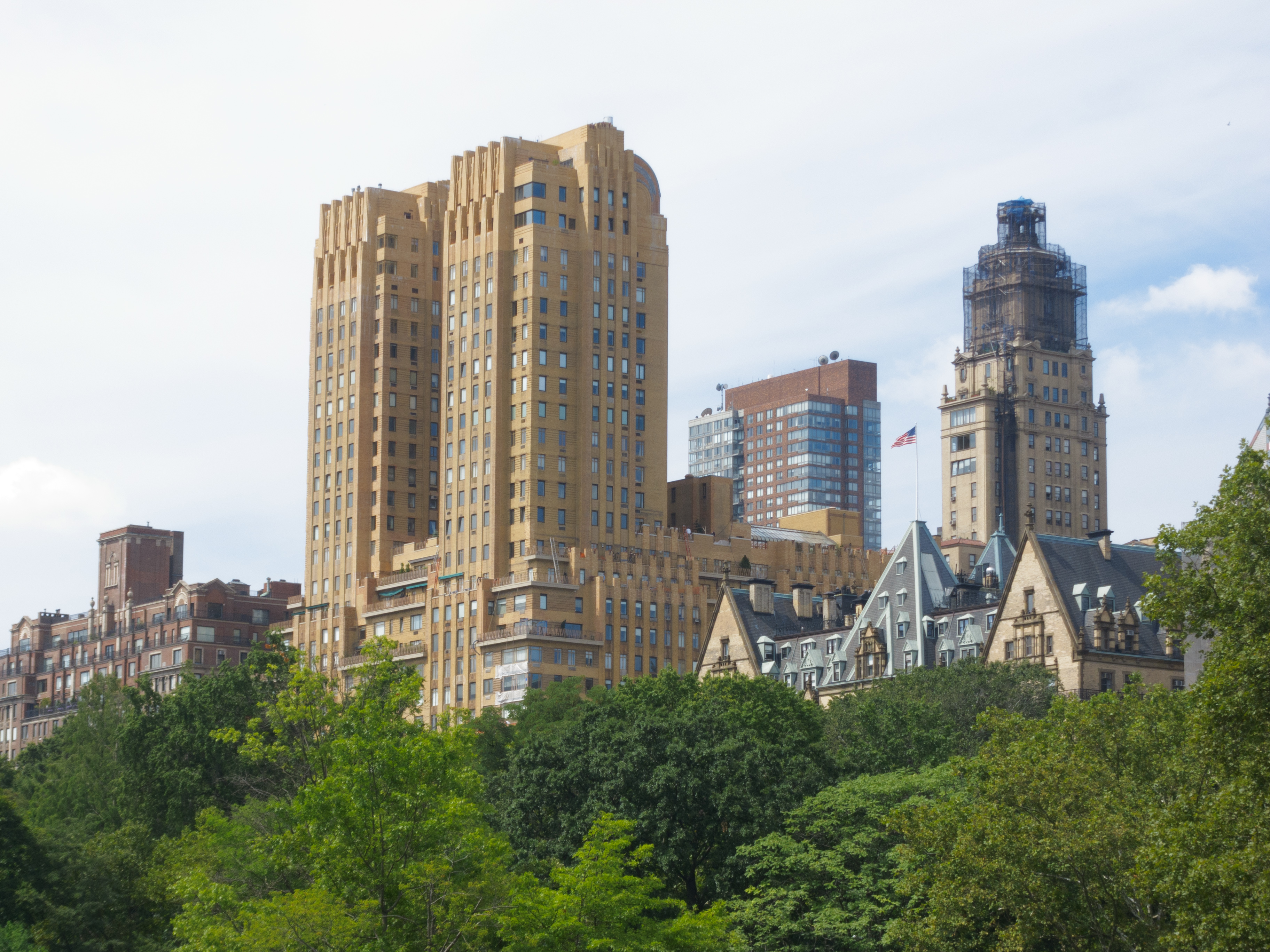
The Majestic, Central Park West
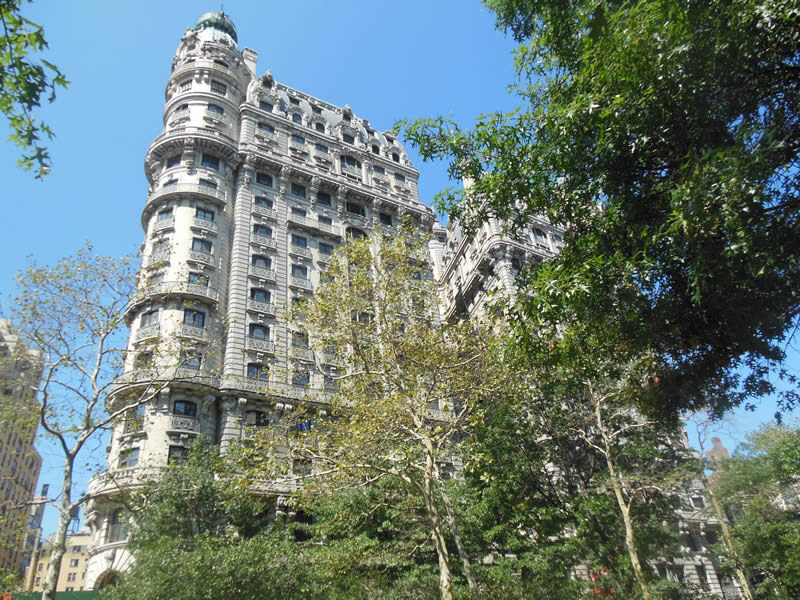
The Ansonia am Broadway

## Mediale Rezeption
- Die Protagonisten der Serie How I met your Mother wohnen größtenteils in der Upper West Side.
- Der Film The Apartment von Billy Wilder spielt überwiegend in diesem Viertel.
- Die Serie Jessie des Disney Channel spielt in der Upper West Side.
- Die Protagonistin der Serie The Marvelous Mrs. Maisel wohnt hier mit ihrer Familie.
- In der Romantetralogie Jahrestage von Uwe Johnson wohnt die Protagonistin Gesine Cresspahl in einer Wohnung am 243 Riverside Drive in der nördlichen Upper West Side.
- Der zentrale Schauplatz der Serie Only Murders in the Building auf Disney+ ist ein fiktiv als The Arconia genanntes Gebäude (echter Name The Belnord)[4] in der Upper West Side.